# تیراندازی موزه یهودیان واشینگتن (۲۰۲۵)
شامگاه چهارشنبه ۲۱ که ۲۰۲۵ میلادی (۳۱ اردیبهشت ۱۴۰۴ خورشیدی) فردی مهاجم در نزدیکی موزه یهودیان واشینگتن اقدام به تیراندازی مرگ‌بار کرد. در این حادثه دو تن از کارکنان سفارت اسرائیل در واشینگتن که در حال خروج از موزه بودند به ضرب گلوله کشته شدند. به گفته شاهدان، این فرد جین و ژاکت آبی به تن داشته و پیش از این رویداد در اطراف موزه سرگرم پرسه‌زدن بود و ظاهرا قصد داشته پس از تیراندازی وارد ساختمان موزه شود که مأموران امنیتی او مهار و بازداشت کرده‌اند. بنا بر اظهارات رئیس پلیس واشینگتن، فرد مزبور در حین بازداشت توسط مأموران فریاد می‌زد: «آزادی، آزادی برای فلسطین».
حادثه در منطقه‌ای رخ داده که بسیاری از ساختمان‌های دولتی از جمله دفتر میدانی اداره تحقیقات فدرال (اف‌بی‌آی) واشینگتن در آن واقع شده است. آن طور که گزارش شده تیراندازی حدود ساعت ۹ شب به وقت شرق‌ آمریکا در محدوده خیابان اف و خیابان سوم واشینگتن روی داده است. 

## پیش‌زمینه
«موزه یهودی کوچک پایتخت لیلیان و آلبرت» که در آن ساختمان اصلی «کنیسه عدس اسرائیل»—قدیمی‌ترین کنیسه موجود در واشینگتن دی‌سی که در سال ۱۸۷۶ تقدیس شد—قرار دارد، یک نهاد فرهنگی یهودی است که تقریباً دو سال قبل از حمله افتتاح شد. این موزه کمتر از یک مایل از کاپیتول هیل و حدود ۱.۳ مایل (۲ کیلومتر) از کاخ سفید فاصله دارد. مدت کوتاهی قبل از این واقعه، موزه کمک هزینه‌ای دریافت کرده بود که هدف آن تقویت امنیت سازمان‌های غیرانتفاعی محلی بود. رهبران موزه به دلیل موضوع یهودی موزه و نمایشگاه جدید دگرباشان (ال‌جی‌بی‌تی) جنسی، نگرانی‌هایی درباره ایمنی ابراز کرده بودند.
موزه محل برگزاری کنفرانس و رویداد شبکه‌سازی یهودی بود که توسط کمیته یهودیان آمریکا (AJC) برای متخصصان جوان با عنوان «پذیرایی دیپلمات‌های جوان AJC ACCESS» میزبانی می‌شد. جوجو کالین، عضو هیئت مدیره AJC که این رویداد را سازماندهی کرده بود، اظهار داشت که محور آن ایجاد ائتلافی برای حمایت از فلسطینیان در جریان جنگ اسرائیل و حماس مداوم بود. AJC این رویداد را به عنوان پذیرایی کوکتل برای متخصصان و دیپلمات‌ها با تمرکز بر دیپلماسی بشردوستانه در سراسر منطقه خاورمیانه و شمال آفریقا (MENA) توصیف کرد. قرار بود این رویداد از ساعت ۶:۳۰ تا ۹:۰۰ شب ادامه داشته باشد و دو گروه کمک‌های بشردوستانه درباره کارشان صحبت کنند: IsraAID (سازمان غیردولتی اسرائیلی) و اتحاد چندمذهبی (سازمان غیرانتفاعی مستقر در آمریکا که به غزه کمک رسانده است).
دیپلمات‌ها و کارکنان سفارت اسرائیل در طول درگیری طولانی اسرائیل و فلسطین به دلیل حملات شبه‌نظامیان فلسطینی، عوامل حمایت‌شده توسط دولت‌ها و گرگ‌های تنها قربانی خشونت شده‌اند. علاوه بر این، از زمان حملات ۷ اکتبر ۲۰۲۳ و شروع جنگ غزه، افزایش شدید یهودستیزی در سطح جهانی به همراه حوادث خشونت‌آمیز علیه یهودیان مستند شده است.

## تیراندازی
در حدود ساعت ۹:۰۸ شب روز ۲۱ مه ۲۰۲۵، مهاجم با تپانچه به چهار نفر تیراندازی کرد که دو نفر از آن‌ها — یارون لیشینسکی و سارا میلگریم، زوجی که مشاور سفارت اسرائیل بودند — هنگام خروج از موزه کشته شدند. بر اساس کیفرخواست دادگاه فدرال منطقه کلمبیا، پس از آن که مظنون ابتدا به این جفت شلیک کرد، میلگریم توانست خزیده و بنشیند، اما مهاجم دوباره مهمات کرد و چندین بار دیگر به میلگریم شلیک کرد. مقامات دیگر دولت اسرائیل گفتند که کارکنان دیگر سفارت نیز در تیراندازی زخمی شدند. تصاویر دوربین‌های مداربسته نشان داد که مهاجم چندین گلوله به لیشینسکی و میلگریم شلیک کرد، سپس خم شد و دوباره به آن‌ها شلیک کرد در حالی که سعی می‌کردند از او دور خزیده و فرار کنند. طبق گزارش FBI، مظنون یک بار اسلحه‌اش را دوباره پر کرد و در مجموع ۲۱ گلوله از سلاح آتشین کالیبر ۹ میلی‌متری شلیک شد. ماموران حاضر در صحنه قربانیان را در حالت بیهوشی و بدون نفس کشیدن پیدا کردند.
بر اساس گفته پاملا اسمیت، رئیس اداره پلیس متروپولیتن، پس از تیراندازی، مظنون وارد موزه شد و توسط کارکنان امنیتی متوقف شده و بازداشت گردید. نگهبان امنیتی او را وارد کرد چرا که فکر می‌کرد وی تماشاچی بی‌گناه و قربانی است. لحظاتی قبل از بازداشت، چفیه قرمز فلسطینی بیرون آورد و اعلام کرد که «من این کار را کردم». ویدئوهای شاهدان نشان داد که مظنون هنگام بازداشت شعار «فلسطین را آزاد کنید» سر می‌داد. بنا به گزارش‌ها، او سلاح استفاده‌شده در تیراندازی را دور انداخت اما بعداً به پلیس گفت که کجا قرار دارد؛ سپس پلیس سلاح را کشف کرد.

## قربانیان
سفارت اسرائیل در واشینگتن هویت دو کارمند کشته شده خود را یارون لیشینسکی، شهروند اسرائیل، و سارا میلگریم، کارمند آمریکایی سفارت این کشور در آمریکا اعلام کرده است. دو قربانی زوجی بودند. این زوج در زمانی که میلگریم دانشجو بود با هم آشنا شدند. او چندین تابستان را در اسرائیل گذراند و با «گروه‌های فلسطینی و اسرائیلی برای گرد هم آوردن آن‌ها» کار کرد، جایی که دوستان فلسطینی و اسرائیلی پیدا کرد. بر اساس گفته سفیر اسرائیل یحیال لایتر، لیشینسکی قصد داشت هفته پس از این رویداد در اورشلیم به میلگریم پیشنهاد ازدواج دهد.

## مهاجم
رئیس پلیس واشینگتن نام عامل تیراندازی را «الیاس رودریگز» اعلام کرده است. مظنون به تیراندازی، ۳۰ ساله و اهل شیکاگو امریکاست. مظنون مدت کوتاهی پس از تیراندازی توسط FBI و پلیس متروپولیتن مورد بازجویی قرار گرفت و آپارتمان او توسط FBI بازرسی شد. استیون جی. جنسن، دستیار مدیر FBI در واشینگتن دی‌سی، گفت که این تیراندازی به عنوان تروریسم احتمالی و جرم نفرت‌محور مورد تحقیق قرار خواهد گرفت.